# Drosophila grisea
Espèce
Drosophila grisea est une espèce d'insectes diptères de la famille des Drosophilidae.

## Synonyme
- Hirtodrosophila grisea, Patterson & Wheeler, 1942